# Operation Morgenröte 4
Irakische Invasion (1980)

Entegham – Kaman 99 – Chorramschahr – Sultan 10 – Scorch Sword – Abadan – Kafka – Ashkan – Morwarid – Dezful
Pattsituation (1981)

Tavakol – Susangerd – H-3
Iranische Offensiven zur Befreiung iranischen Territoriums (1981–82)

Samen-ol-A'emeh – Tariq al-Qods – Fath ol-Mobin – Beit ol-Moqaddas – Rückeroberung Chorramschahrs
Iranische Offensiven im Irak (1982–84)

Ramadan/1. Basra – Moslem Ibn Aqil – Muharram ol-Harram – Morgenröte 1 – Morgenröte 2 – Morgenröte 3 – Morgenröte 4 – Morgenröte 5/2. Basra – Kheibar/3. Basra – Kurdenaufstand – Morgenröte 6 – Morgenröte 7 – Hawizeh-Marschland
Iranische Offensiven im Irak (1985–87)

Badr/4. Basra – Morgenröte 8 – 1. al-Faw – Morgenröte 9 – Karbala 1 – Karbala 2 – Karbala 3 – Fath 1 – Karbala 4/5. Basra – Karbala 5/6. Basra – Karbala 6 – Karbala 7 – Karbala 8/7. Basra – Karbala 9 – Karbala10 – Nasr 4
Letztes Kriegsjahr (1988)

Beit ol-Moqaddas 2 – Anfal – Halabdscha – Zafar 7 – Tawakalna ala Allah – 2. al-Faw – Shining Sun – 40 Sterne – Mersad
Tankerkrieg

Earnest Will – Prime Chance – Eager Glacier – Nimble Archer – Praying Mantis
Internationale Vorfälle

Stark – Iran-Air-Flug 655
Die Operation Morgenröte 4 (persisch Valfajr 4; in englischer Literatur meist als Operation Dawn 4 übersetzt) war eine iranische Offensive im Irak-Iran-Krieg.
Am Ende der Operation hatte der Iran eine kleine Menge an irakischem Territorium erobert.

## Schlacht
Einheiten des ersten irakischen Armeekorps warteten schon zwei Monate auf einen iranischen Angriff.
Am 20. Oktober 1983 begann die iranische Offensive und es gelang ihnen, unterstützt von kurdischen Peschmerga, 650 km2 an irakischem Territoriums einzunehmen.
Dazu gehörten eine Reihe von kurdischen Dörfern die zu Penjwin gehörten, was einen großen Druck auf die Stadt ausübte.
Saddam Hussein antwortete mit einem Gegenangriff, mit der irakischen republikanischen Garde und dem Einsatz von Chemische Waffen.
Allerdings scheiterten sie an der iranisch-kurdischen Verteidigung, welche daraufhin Penjwin eroberten.

## Nachwirkung
Der Angriff war sehr erfolgreich, obwohl der Iran hohe Verluste durch den Einsatz von chemischen Waffen erlitten hatte.
Im Gegensatz zu anderen Operationen und Schlachten im Irak-Iran-Krieg wurde die Umgebung und operativen Einschränkungen von hoher Bedeutung für den Ausgang der Schlacht.
Als Antwort auf diesen Sieg befahl Saddam Hussein mehrere Raketenangriffe auf sechs verschiedene Städte.